# Rigadin et la Divorcée récalcitrante
Pour plus de détails, voir Fiche technique et Distribution.
Rigadin et la Divorcée récalcitrante est un film muet français réalisé par Georges Monca, sorti en 1912.

## Fiche technique
- Titre : Rigadin et la Divorcée récalcitrante
- Réalisation : Georges Monca
- Scénario : Paul Chartrettes, d'après la pièce de Léon Gandillot
- Photographie :
- Montage :
- Société de production : Pathé Frères
- Société de distribution : Pathé Frères
- Pays d'origine :  France
- Langue : film muet avec les intertitres en français
- Métrage : 190 mètres
- Format : Noir et blanc — 35 mm — 1,33:1 — Muet
- Genre :  Comédie
- Durée : 6 minutes et 20 secondes
- Dates de sortie : 
  - France : 17 mai 1912
  - Danemark : 26 septembre 1913

## Distribution
- Charles Prince : Rigadin
- Germaine Reuver
- Amélie Diéterle